# Farbbalkensignal
Das Farbbalkensignal ist ein elektronisch erzeugtes Testsignal der Farbfernsehtechnik, das als Prüfzeile, als eigenständiges Testbild und als Bestandteil von Testbildern zur Einstellung der Coder und Decoder verwendet wird. 

## Bedeutung für die Farbfernsehstandards
Eine besondere Rolle spielt ein Farbbalkensignal, bei dem der Weißbalken bei 100 % des Weißpegels (Höhe des Schwarz-Weiß-Sprungs) liegt, während der Pegel der Farbwertsignale für die farbigen Balken nur 75 % des Weißpegels beträgt. Die einzelnen Balken sind in der Grundversion von links nach rechts nach absteigender Helligkeit (Leuchtdichte) sortiert. Der auf 75 % verminderte Pegel berücksichtigt, dass durchschnittliche Bildinhalte selten eine Farbsättigung von 100 % haben, worunter hier verstanden wird, dass sich die betreffende Farbe am Rand des von den Grundfarben aufgespannten Farbdreiecks befindet. Die in der Praxis eingeschränkte Sättigung wird also für die Farbfernsehstandards SECAM und PAL auf eine Sättigung von 100 % bei einem auf 75 % vermindertem Pegel abgebildet. Die Parameter dieser Farbfernsehverfahren beziehen sich auf dieses Signal. Der Begriff "bunt" wurde von Farbfernsehtechnikern nur in pejorativer Bedeutung benutzt. Deshalb wurde trotz der Prozentangabe nicht von Buntheit gesprochen. Der positive Sinn wurde mit "farbig" ausgedrückt. 
Bei SECAM werden bei diesem Signal die Nominalfrequenzhübe erreicht bzw. am Coder eingestellt und dabei mit einem Secamskop (franz.: Sécamscope) gemessen. Die Farbdifferenzsignale (R−Y) und (B−Y) werden in der Beschreibung des Modells mittels zweier Faktoren auf Signale abgebildet, die als DR bzw. DB bezeichnet werden. Diese Faktoren sind zwar in dem Farbfernsehstandard angegeben, aber eigentlich fiktiv, weil sie sich auf den "75-%-Farbbalken" als Eingangssignal beziehen, bei dem direkt die Frequenzen des modulierten Farbsignals gemessen werden. 
Bei PAL erreicht das Leuchtdichtesignal zusammen mit dem quadraturmodulierten Farbsignal bei den Farben Gelb und Cyan den Weißpegel, also 100 %. Wegen der in Deutschland verwendeten Negativmodulation sollte der Weißpegel nicht wesentlich überschritten werden, weil es sonst durch die zeitweise Austastung des Bildträgers zu Tonstörungen kommen würde (erforderlicher Restträger). Der Bildträger wird bei fast allen Fernsehgeräten zur Bildung der Tonzwischenfrequenz von 5,5 MHz benutzt. Bei der Negativmodulation können große Übersteuerungen zur Austastung des Bildträgers führen, Unterschreitungen eines Mindestpegels schlagen auf den Pegel der ZF durch und werden über den Demodulator als 50-Hz-Störung (Halbbildfrequenz) hörbar. Die Bezeichnung YUV bezieht sich auf die mit den dazu erforderlichen Faktoren bewerteten Farbdifferenzsignale. Man kann deshalb im Zusammenhang mit SECAM nicht von YUV sprechen.

## Praktische Verwendung
Das Farbbalkensignal wurde früher (im Wechsel mit dem Konvergenzgitter) regelmäßig gesendet, um den Werkstätten und auch daran interessierten Zuschauern die Möglichkeit zu geben, die Farbsättigung einzustellen. Es war auch Bestandteil der Prüfzeilen sowie komplexerer Testbilder.
Bei richtig eingestellter Farbsättigung haben alle relevanten farbigen Balken im dekodierten Signal den gleichen Pegel und auf dem Bildschirm bei jeweils nur einem eingeschalteten Farbauszug die gleiche Helligkeit (Ausnahme: 100-%-Weißbalken). Besser erkennbar sind die Unterschiede in den jeweils nahe dem Austastpegel bzw. Abschneidepunkt der Bildröhre liegenden Bereichen.  

EBU-Testsignal (mit 75-%-Weißbalken)

Zur Verbesserung der Sättigungseinstellung gab es eine Variante mit geteiltem Weißbalken mit 100 % und 75 % bzw. nur mit 75 % (EBU-Testsignal). 
Bei der Schwarz-Weiß-Wiedergabe wird das Farbbalkensignal als Grautreppe zur Prüfung der Gradation benutzt.

## Abweichende Varianten
Die Farben des Farbbalkens wurden auch in anderen Reihenfolgen und in anderen geometrischen Anordnungen kombiniert. 
Für NTSC gab es Balken mit Linearkombinationen der drei Grundfarben, die eine matrizierte Einstellung der Verstärkung in den beiden Farbdifferenzkanälen gestatteten.   